# Віссел Кобе
Віссел Кобе (яп. ヴィッセル神戸, Віссел Кобе) — японський футбольний клуб з міста Кобе, який виступає в Джей-лізі. 
У травні 2018 року клуб підписав контракт з Андресом Іньєстою.

## Титули і досягнення
Джей-ліга 1
 Чемпіон (2): 2023, 2024
Кубок Імператора
- Володар Кубка Імператора (2): 2019, 2024

Суперкубок Японії
- Володар Суперкубка Японії (1): 2020